# V - The Computer Game
V - The Computer Game is een computerspel dat werd uitgegeven door Ocean Software. Het spel kwam in 1986 uit voor de Commodore 64, Amstrad CPC en de ZX Spectrum.

## Platforms
| Platform     | Jaar |
| ------------ | ---- |
| Amstrad CPC  | 1986 |
| Commodore 64 | 1986 |
| ZX Spectrum  | 1986 |